# Кэчэн
Кэчэ́н (кит. упр. 柯城, пиньинь Kēchéng) — район городского подчинения городского округа Цюйчжоу провинции Чжэцзян (КНР).

## История
Во времена первых централизованных империй эти места входили в состав округа Куайцзи (会稽郡), власти округа размещались на месте современного Сучжоу. Изначально здесь был уезд Таймо (太末县). В 192 году из уезда Таймо был выделен уезд Синьань (新安县). В 218 году из уезда Синьань был выделен уезд Динъян (定阳县).
Во времена империи Цзинь в 280 году из-за того, что в другом округе также был уезд с точно так же пишущимся названием «Синьань», написание названия уезда 新安县 было изменено на 信安县.
Во времена империи Тан в 621 году была создана область Цюйчжоу (衢州). В IX веке уезд Синьань был переименован в Сиань (西安县).
После монгольского завоевания область Цюйчжоу была преобразована в Цюйчжоуский регион (衢州路). После свержения власти монголов и основания империи Мин Цюйчжоуский регион был преобразован в Цюйчжоускую управу (衢州府), власти которой размещались в уезде Сиань. После Синьхайской революции в Китае была проведена реформа структуры административного деления, в ходе которой управы были упразднены, и в 1914 году Цюйчжоуская управа прекратила своё существование, а уезд Сиань был переименован в Цюйсянь (衢县).
После образования КНР в 1949 году был создан Специальный район Цюйчжоу (衢州专区), в который вошли город Цюйчжоу (урбанизированная часть уезда Цюйсянь, выделенная в отдельный город) и 6 уездов. В 1950 году город Цюйчжоу был расформирован, а его территория возвращена в состав уезда Цюйсянь. В 1954 году Специальный район Цюйчжоу был расформирован, и уезд перешёл в состав Специального района Цзиньхуа (金华专区). 
В 1973 году Специальный район Цзиньхуа был переименован в Округ Цзиньхуа (金华地区).
В 1979 году урбанизированная часть уезда Цюйсянь была вновь выделена в городской уезд Цюйчжоу. В 1981 году уезд Цюйсянь был расформирован, а его территория была присоединена к городскому уезду Цюйчжоу.
В мае 1985 года постановлением Госсовета КНР округ Цзиньхуа был разделён на городские округа Цзиньхуа и Цюйчжоу; городской уезд Цюйчжоу был при этом разделён на район городского подчинения Кэчэн и уезд Цюйсянь.

## Административное деление
Район делится на 7 уличных комитетов, 2 посёлка и 8 волостей.